# Liste des députés européens de Slovaquie de la 6e législature
 (février 2025).
Cet article présente la liste des députés européens de Slovaquie élus lors des élections européennes de 2004 en Slovaquie.
| Nom                | Parti                                                                 | Groupe parlementaire européen |
| ------------------ | --------------------------------------------------------------------- | ----------------------------- |
| Peter Baco         | Parti populaire - Mouvement pour une Slovaquie démocratique (ĽS-HZDS) | NI                            |
| Edit Bauer         | Parti de la coalition hongroise (SMK)                                 | PPE-DE                        |
| Irena Belohorská   | Parti populaire - Mouvement pour une Slovaquie démocratique (ĽS-HZDS) | NI                            |
| Monika Beňová      | Direction - Social-démocratie (SMER)                                  | PSE                           |
| Árpád Duka-Zólyomi | Parti de la coalition hongroise (SMK)                                 | PPE-DE                        |
| Milan Gaľa         | Union démocrate et chrétienne slovaque - Parti démocrate (SDKÚ)       | PPE-DE                        |
| Ján Hudacký        | Mouvement chrétien-démocrate (KDH)                                    | PPE-DE                        |
| Miloš Koterec      | Direction - Social-démocratie (SMER)                                  | PSE                           |
| Sergej Kozlík      | Parti populaire - Mouvement pour une Slovaquie démocratique (ĽS-HZDS) | NI                            |
| Vladimír Maňka     | Direction - Social-démocratie (SMER)                                  | PSE                           |
| Miroslav Mikolášik | Mouvement chrétien-démocrate (KDH)                                    | PPE-DE                        |
| Zita Pleštinská    | Union démocrate et chrétienne slovaque - Parti démocrate (SDKÚ)       | PPE-DE                        |
| Peter Šťastný      | Union démocrate et chrétienne slovaque - Parti démocrate (SDKÚ)       | PPE-DE                        |
| Anna Záborská      | Mouvement chrétien-démocrate (KDH)                                    | PPE-DE                        |